# Omega Carinae
Omega Carinae is een reuzenster in het sterrenbeeld Kiel. Haar magnitude van 3.3 maakt haar de op 6 na helderste ster in het sterrenbeeld.